# Wierzba uszata

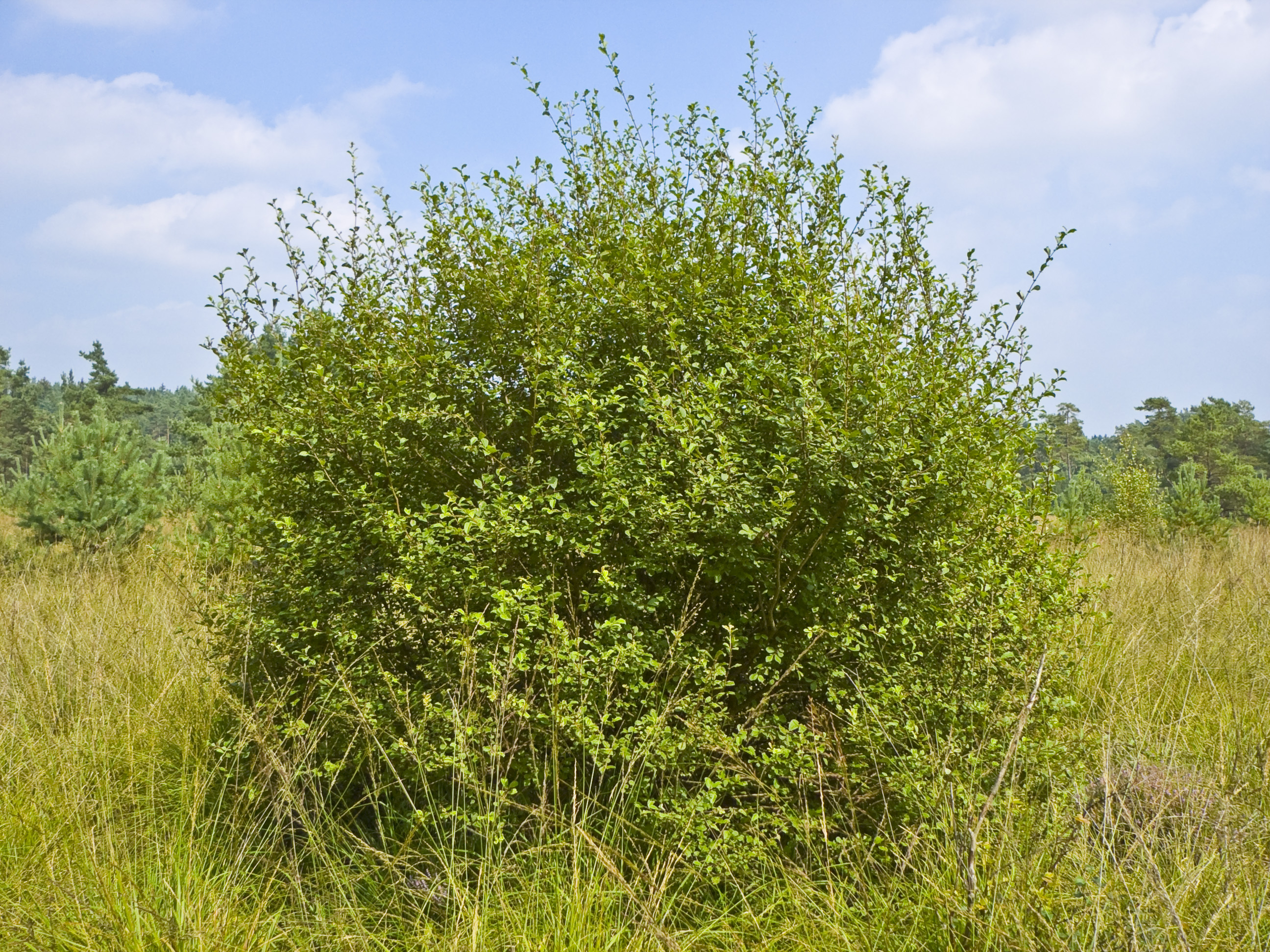
Pokrój

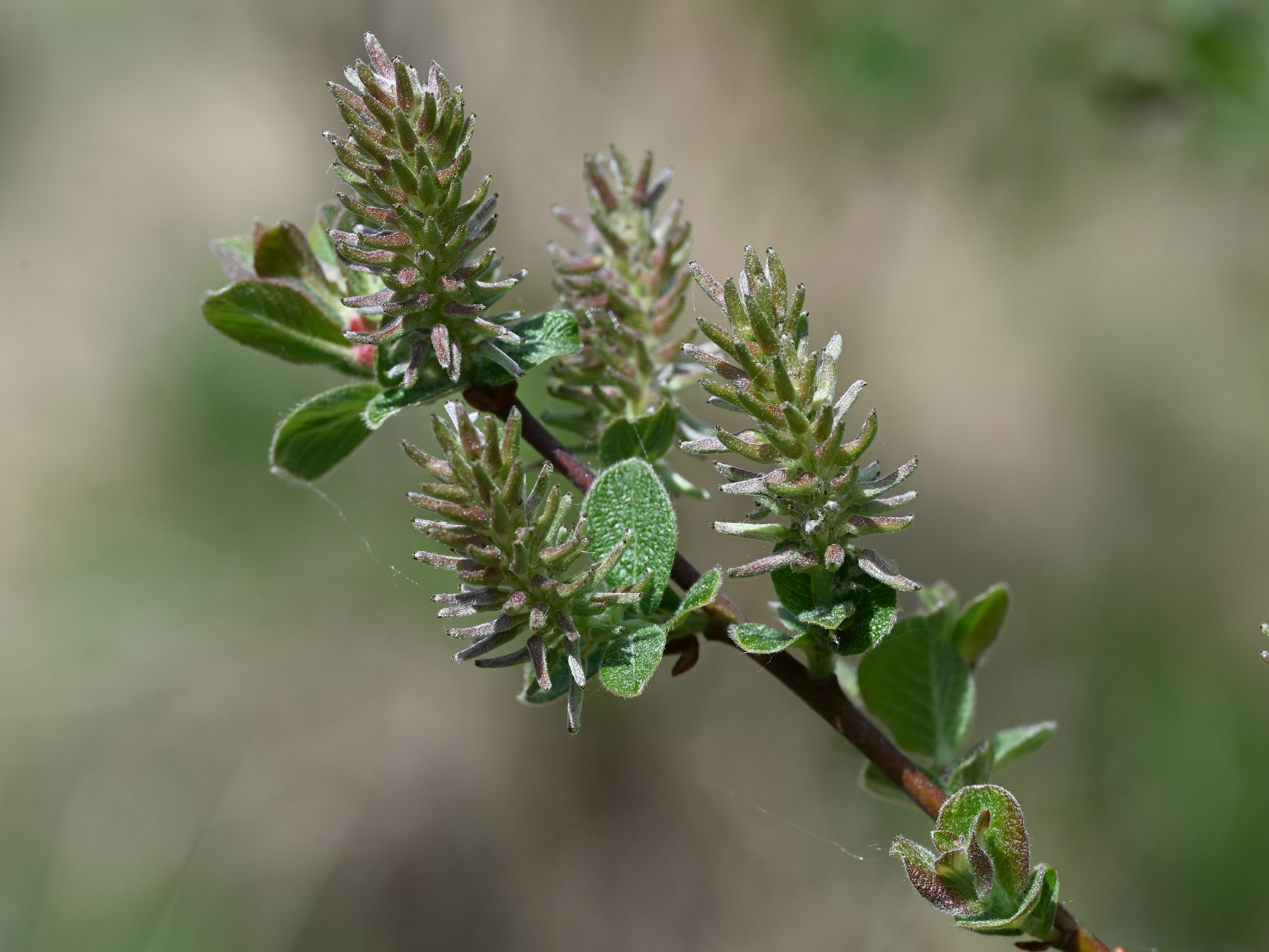
Owoce

Wierzba uszata (Salix aurita) – gatunek rośliny wieloletniej należący do rodziny wierzbowatych. Występuje w Azji i Europie. W Polsce w stanie naturalnym występuje na całym niżu. Roślina pospolita.

## Morfologia
PokrójSzeroko rozrastający się krzew o wysokości do 2 m i zwieszających się gałęziach. Często tworzy regularne, duże i gęste kępy.
PędyMłode gałązki bardzo cienkie i krótkie, nagie lub prawie nagie, o żółtym lub czerwonawym zabarwieniu. Starsze gałęzie pokryte charakterystycznymi płaskimi wklęsłościami. Po zdarciu nad nimi kory zaobserwować można w drewnie wypukłe listewki. Gałęzie zazwyczaj nierówne, o sęczkowatym wyglądzie. Czerwonawe lub żółtawe pączki drobne i liczne.
LiścieOdwrotnie jajowate, najszersze w pobliżu wierzchołka, o wierzchołku ostro zakończonym i przeważnie przegiętym. Długość liści 3–7 cm, szerokość 1,5–3 cm. Z wierzchu liście ciemnozielone, na spodniej stronie szarozielone. Mają trwałe przylistki o uszkowatym kształcie (stąd nazwa gatunkowa rośliny) i wyraźnie widoczną nerwację, zwłaszcza na spodniej stronie. Młode liście silnie owłosione, później łysiejące, szczególnie na wierzchniej stronie. Nie czernieją podczas schnięcia.
KwiatyRoślina dwupienna. Kwiaty zebrane w kotki o dwubarwnych przysadkach; górą czarnych lub rdzawych, dołem jasnych. Kotki żeńskie mają długość ok. 2 cm i 3-9 podsadek u nasady. Przysadki drobne, dołem owłosione z charakterystyczna bródką na szczycie, górą nagie. Ich owłosione słupki osadzone są na trzonku prawie tej długości co zalążnia, szyjki słupka brak, znamiona krótkie, główkowate. Kotki męskie o długości do 2,5 cm, łopatkowatym lub jajowatym kształcie, górą owłosione białymi, krótkimi włoskami. Kwiaty męskie z jednym szerokim, czworokątnym miodnikiem, pręciki o wolnych nitkach, u nasady owłosione, pylniki początkowo czerwone, w czasie dojrzewania żółte, a po przekwitnięciu brunatne.
OwocTorebka o klapach spiralnie odwiniętych na zewnątrz.

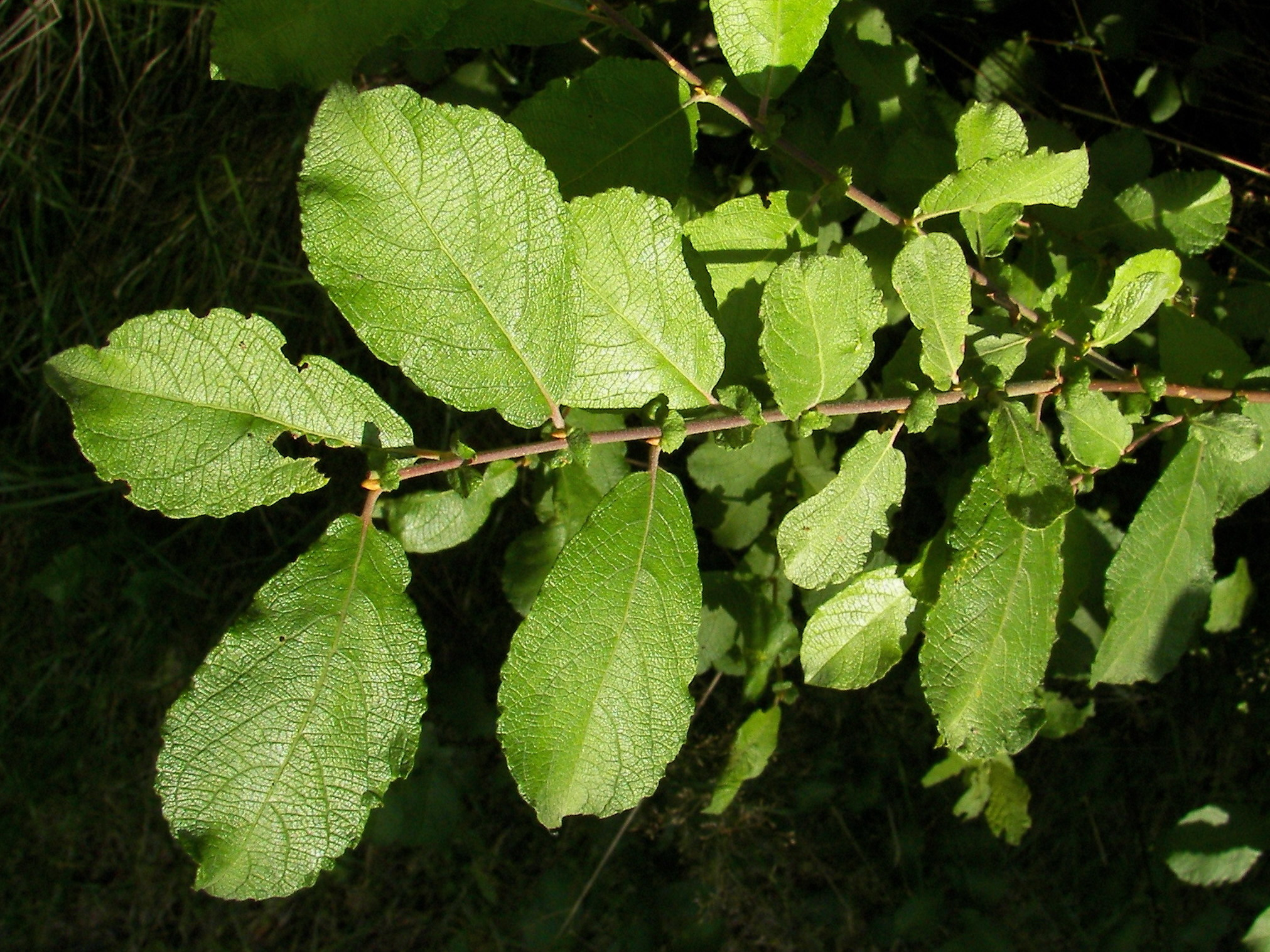
Liście
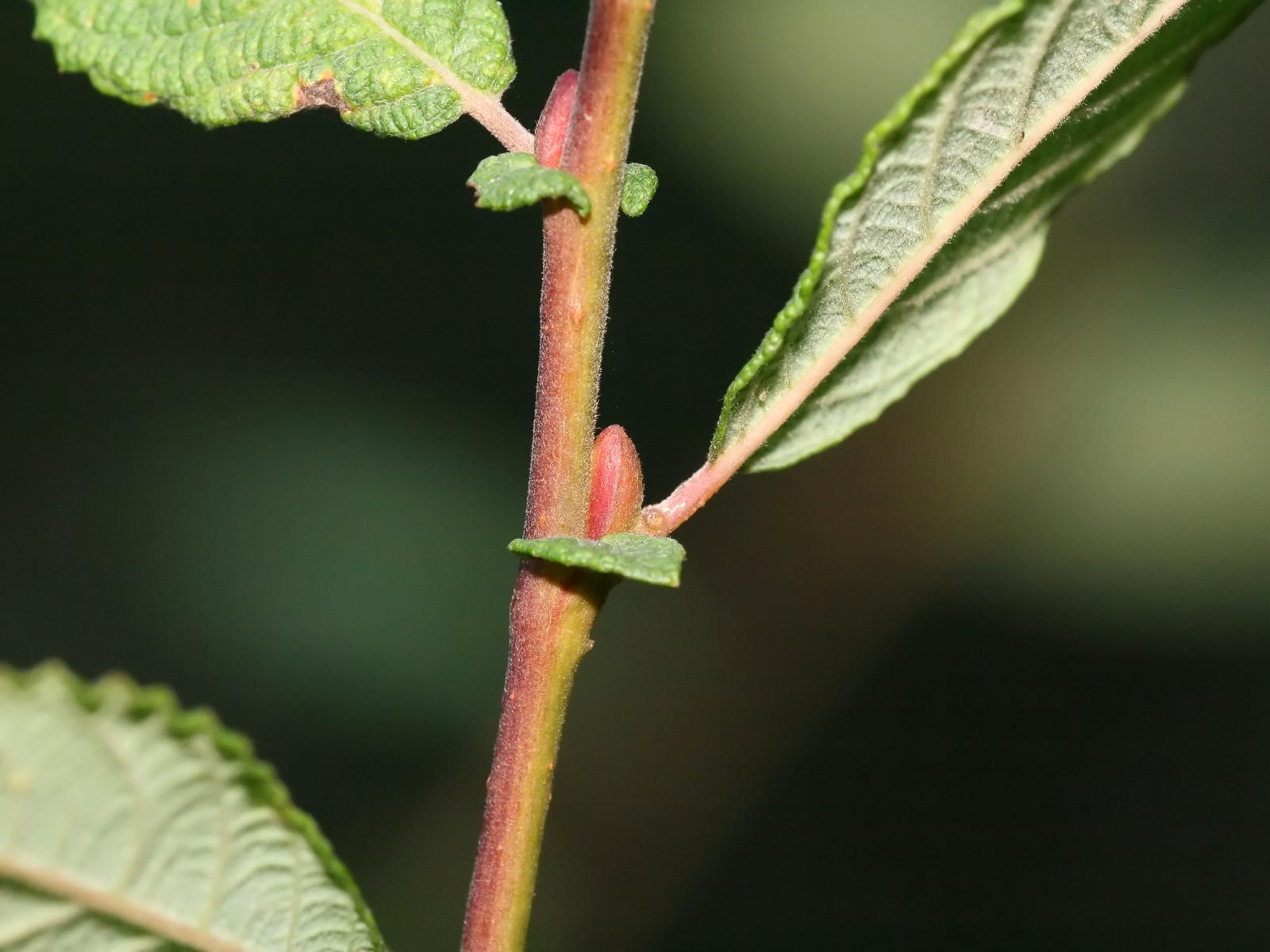
Przylistki
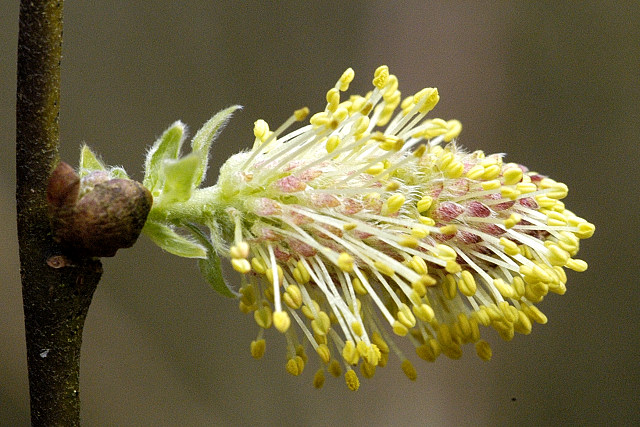
Kwiaty męskie
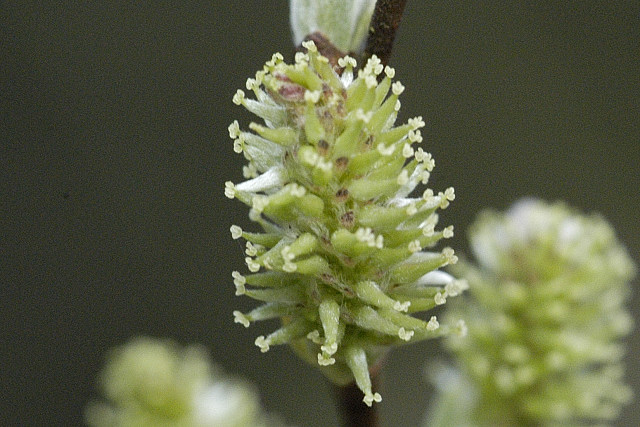
Kwiaty żeńskie

## Biologia i ekologia
Fanerofit. Siedlisko: wilgotne łąki, torfowiska, brzegi wód. W górach występuje po regiel dolny. Często w towarzystwie wierzby szarej. W klasyfikacji zbiorowisk roślinnych gatunek charakterystyczny dla Cl/O/All. Alnetea glutinosae, Ass. Myrico-Salicetum auritae i Ass. Salicetum pentandro-cinereae. Kwitnie od marca do kwietnia, zwykle przed rozwojem liści. Jest rośliną owadopylną i miododajną. Nasiona rozsiewane przez wiatr.

## Zmienność
Tworzy mieszańce z gatunkami: w. borówkolistna, w. czerniejąca, w. długokończysta, w. iwa, w. lapońska, w. pięciopręcikowa, w. płożąca, w. purpurowa, w. rokita, w. śniada, w. siwa, w. trójpręcikowa, w. wawrzynkowa. 

## Zastosowanie
- Roślina uprawna. Czasami uprawiana jako roślina ozdobna w naturalnej formie krzewiastej, lub piennej (szczepiona na pniu innego gatunku wierzby). Szczególnie nadaje się do obsadzania brzegów oczek wodnych. Forma pienna może również stanowić dekorację trawnika.
- Sposób uprawy: Nie ma specjalnych wymagań co do gleby, potrzebuje natomiast stale wilgotnego podłoża. Preferuje stanowiska słoneczne. Aby powstała ładna i gęsta korona, należy ją systematycznie przycinać.